# Federacja Robotników Regionu Hiszpanii

Pieczęć Hiszpańskiej Federacji Regionalnej

Federacja Robotników Regionu Hiszpanii (hiszp. Federación de Trabajadores de la Región Española) – organizacja robotnicza założona w Barcelonie w 1881.

## Historia
Federacja powstała w 1881 głównie z inicjatywy działaczy Josepa Llunasa y Pujalsa, Rafaela Fargi Pellicera i Antonio Pellicera, po rozwiązaniu Hiszpańskiej Federacji Regionalnej (Federación Regional Española), która stanowiła hiszpańską sekcję I Międzynarodówki.
W latach 80. XIX w. organizacja dała początek Organizacji Anarchistycznej Regionu Hiszpanii (hiszp. Organización Anarquista de la Región Española), którą rząd oskarżał o powiązania z rzekomo istniejącą zbrojną organizacją Czarna Ręka (hiszp. Mano Negra). W ramach organizacji ścierały się dwa poglądy – bakuninowski anarchokolektywizm i kropotkinowski anarchokomunizm. 
Była to organizacja o charakterze anarchistycznym i syndykalistycznym, także dzięki staraniom działacza anarchistycznego Anselmo Lorenzo. W późniejszym czasie hiszpański ruch anarchistyczny skupił się wokół założonej w 1910 Krajowej Konfederacji Pracy.